# Sophira signifera
Sophira signifera är en tvåvingeart som först beskrevs av Walker 1860.  Sophira signifera ingår i släktet Sophira och familjen borrflugor. Inga underarter finns listade i Catalogue of Life.